# Erwin Zeidler von Görz

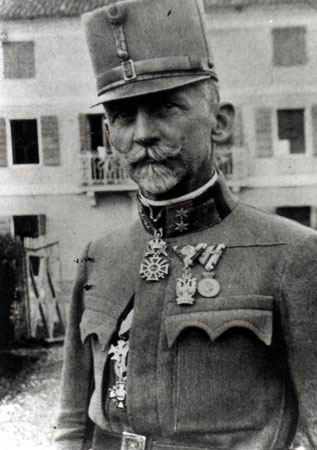
Erwin Freiherr Zeidler von Görz

Erwin Freiherr Zeidler von Görz (* 8. Februar 1865 in Wien; † 3. Januar 1945 in Villach) war ein hochrangiger Genieoffizier der Österreichisch-Ungarischen Armee. Im Ersten Weltkrieg war er mehrfacher Divisionsführer, zuletzt im Rang eines Feldmarschallleutnants.

## Leben

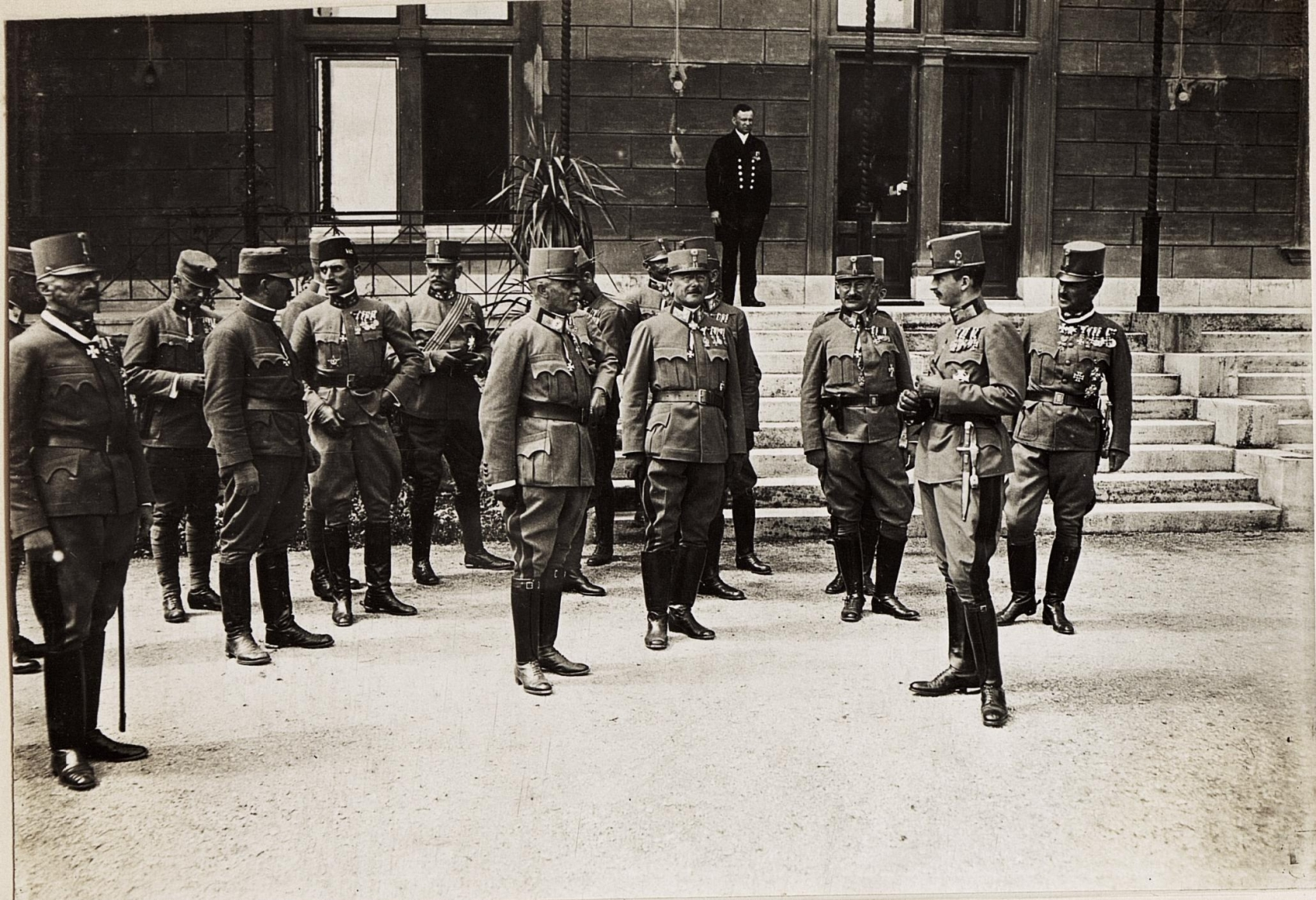
180. Promotion des Militär-Maria-Theresien-Ordens am 17. August 1917 in der Villa Wartholz, bei der Zeidler von Görz das Ritterkreuz dieses Ordens erhielt

Erwin Zeidler war der Sohn eines Professors und trat nach seinem Abitur in eine Wiener Kadettenanstalt. Am 18. August 1885 wurde er zum Leutnant der k.u.k. Genietruppe befördert. Am 1. November 1888 wurde er zum Oberleutnant ernannt und war bis 1893 dem Geniechef des Militärkommandos Zara zugeteilt. Am 1. November 1894 wurde er Hauptmann des k.u.k. Geniekorps in Cattaro und leitete die Befestigung der Kobila-Höhe. Von 1897 bis 1899 war er Chef der 5. Pionier-Feldkompanie in Trient, um 1900 war er Bauleiter der Artilleriebefestigung am Monte Brione bei Riva. Am 1. Mai 1901 erfolgte seine Erhebung zum Major, bis 1905 wurde er dem XIII. Korps zugeteilt und wurde Lehrer an der dortigen Korpsoffiziersschule. 1904 kam Major Zeidler als Geniedirektor nach Peterwardein. Am 1. November 1905 erfolgte seine Beförderung zum Oberstleutnant. 1907 bis 1910 Lehrer beim höheren Geniekurs. Am 1. November 1909 wurde er zum Oberst befördert und erhielt 1910 den Posten eines Geniedirektor von Trebinje (Bosnien). Im Jahr 1912 bis 1914 wurde er Befestigungsbaudirektor in Sarajewo.
Noch vor Beginn des Ersten Weltkrieges wurde Zeidler am 1. Mai 1914 zum Generalmajor befördert und wurde zu Kriegsbeginn Kommandant der kombinierten 7. Infanterie-Division. Im Oktober 1914 übernahm er die neu gebildete 16. Gebirgs-Brigade des XV. Korps (General der Infanterie Michael von Appel) während der Schlacht an der Drina. Von Dezember 1914 bis Februar 1915 kommandierte er die 48. Infanterie-Division bei Sarajewo. Im Mai 1915 wurde er an die neue Front nach Italien berufen und führte dort die 58. Infanterie-Division, welche im Verband des XVI. Korps (Feldzeugmeister Wenzel von Wurm) kämpfte und die Verteidigung des Monte Sabotino an der Isonzofront übernahm. Am 11. Dezember 1916 unterzeichnete Kaiser Karl I. ein Dekret, durch welches Generalmajor Zeidler in den österreichischen Adelsstand erhoben wurde. Das entsprechende Diplom mit Verleihung des Prädikates "Edler von Görz" wurde am 16. März 1917 in Wien ausgestellt. Das Prädikat nimmt Bezug auf Zeidlers militärische Leistungen bei der Verteidigung des Brückenkopfes Görz.
Am 1. Mai 1917 wurde Zeidler von Görz zum Feldmarschallleutnant befördert. Am 17. August 1917 erhielt er den Militär-Maria-Theresien-Orden verliehen, wodurch er in den österreichischen Freiherrenstand erhoben wurde. Das entsprechende Diplom wurde am 3. Oktober 1917 in Wien ausgestellt.
Im Juni 1918 übernahm Zeidler von Görz noch die Führung des XXIII. Armeekorps an der Piavefront. Nach dem Krieg wurde er verabschiedet und zog sich ab 1. Januar 1919 in den Ruhestand nach Villach zurück.
1940 wurde Zeidler von Görz der Charakter eines General der Infanterie der deutschen Wehrmacht verliehen.
In Villach ist die „Zeidler-von-Görz-Straße“ in der Nähe des Villacher Hauptbahnhofs nach ihm benannt.